# Houseparty Hop
Houseparty Hop è un album di Ray Anthony, pubblicato dalla Capitol Records nel 1951.
Nel 1956 la Capitol Records (codice T 292) ripubblicò l'album con quattro brani aggiunti.

## Tracce
Lato A
1. I Get a Kick Out of You – 2:57 (Cole Porter) – Registrato al Capitol Studios di Hollywood, California, 12 settembre 1951
2. Houseparty Hop – 2:48 (Ray Anthony, George Williams) – Registrato al Capitol Studios di Hollywood, California, 27 settembre 1951
3. Begin the Beguine – 3:22 (Cole Porter) – Registrato al Capitol Studios di Hollywood, California, 27 settembre 1951
4. Perdido – 2:47 (Juan Tizol, Harry Link (Hans Lengsfelder), Ervin Drake) – Registrato al Capitol Studios di Hollywood, California, 20 settembre 1951

Durata totale: 11:54
Lato B
1. Dinah – 2:43 (Harry Akst, Sam Lewis, Joe Young) – Registrato al Capitol Studios di Hollywood, California, 20 settembre 1951
2. Sentimental Journey – 2:52 (Les Brown, Ben Homer, Bud Green) – Registrato al Capitol Studios di Hollywood, California, 20 settembre 1951
3. My Blue Heaven – 2:36 (Walter Donaldson, George Whiting) – Registrato al Capitol Studios di Hollywood, California, 12 settembre 1951
4. Wagon Wheels – 2:31 (Peter DeRose, Billy Hill) – Registrato al Capitol Studios di Hollywood, California, 20 settembre 1951

Durata totale: 10:42

## LP pubblicato nel 1956

### Tracce
Lato A
1. I Get a Kick Out of You – 2:57 (Cole Porter) – Registrato al Capitol Studios di Hollywood, California, 12 settembre 1951
2. Houseparty Hop – 2:48 (George Williams, Ray Anthony) – Registrato al Capitol Studios di Hollywood, California, 27 settembre 1951
3. Begin to Beguine – 3:22 (Cole Porter) – Registrato al Capitol Studios di Hollywood, California, 27 settembre 1951
4. Perdido – 2:47 (Ervin Drake, Harry Link (Hans Lengsfelder), Juan Tizol) – Registrato al Capitol Studios di Hollywood, California, 20 settembre 1951
5. The Bunny Hop – 3:01 (Leonard Auletti, Ray Anthony) – Registrato a Nashville, Tennessee, 8 marzo 1953
6. The Darktown Strutter's Ball – 2:58 (Shelton Brooks) – Registrato a New York City, New York, il 18 marzo 1949

Durata totale: 17:53
Lato B
1. Dinah – 2:43 (Harry Akst, Joe Young, Sam Lewis) – Registrato al Capitol Studios di Hollywood, California, 20 settembre 1951
2. Sentimental Journey – 2:52 (Ben Homer, Bud Green, Les Brown) – Registrato al Capitol Studios di Hollywood, California, 20 settembre 1951
3. My Blue Heaven – 2:36 (George Whiting, Walter Donaldson) – Registrato al Capitol Studios di Hollywood, California, 12 settembre 1951
4. Wagon Wheels – 2:36 (Bill Hill, Peter DeRose) – Registrato al Capitol Studios di Hollywood, California, 20 settembre 1951
5. Rockin' in Rhythm – 2:30 (Duke Ellington, Harry Carney, Irving Mills) – Registrato a New York City, New York, 11 gennaio 1952
6. Bandstand Matinee – 2:06 (George Williams, Ray Anthony) – Registrato a New York City, New York, 22 gennaio 1952

Durata totale: 15:23

## Musicisti
I Get a Kick Out of You e My Blue Heaven
- Ray Anthony – tromba
- Jack Laubach – tromba
- Woody Faulser – tromba
- Tom Patton – tromba
- Marty White – tromba
- Keith Butterfield – trombone
- Tom Oblak – trombone
- Dick Reynolds – trombone
- Ken Trimble – trombone
- Earl Bergman – sassofono alto, clarinetto
- Jim Schneider – sassofono alto, clarinetto
- Bob Tricarico – sassofono tenore
- Buddy Wise – sassofono tenore
- Leo Anthony – sassofono baritono
- Fred Savarese – pianoforte
- Al Hendrickson – chitarra
- Billy Cronk – contrabbasso
- Archie Freeman – batteria
- George Williams – arrangiamenti

Houseparty Hop e Begin the Beguine
- Ray Anthony – tromba
- Woody Faulser – tromba
- Conrad Gozzo – tromba
- Jack Laubach – tromba
- Marty White – tromba
- Ken Butterfield – trombone
- Tom Oblak – trombone
- Dick Reynolds – trombone
- Ken Trimble – trombone
- Earl Bergman – sassofono alto, clarinetto
- Jim Schneider – sassofono alto, clarinetto
- Ted Nash – sassofono tenore
- Buddy Wise – sassofono tenore
- Leo Anthony – sassofono baritono
- Fred Savarese – pianoforte
- Al Hendrickson – chitarra
- Billy Cronk – contrabbasso
- Archie Freeman – batteria
- George Williams – arrangiamenti

Perdido, Dinah, Sentimental Journey e Wagon Wheels
- Ray Anthony – tromba
- Woody Faulser – tromba
- Jack Laubach – tromba
- Tom Patton – tromba
- Marty White – tromba
- Keith Butterfield – trombone
- Tom Oblak – trombone
- Dick Reynolds – trombone
- Ken Trimble – trombone
- Earl Bergman – sassofono alto, clarinetto
- Jim Schneider – sassofono alto, clarinetto
- Bob Tricarico – sassofono tenore
- Buddy Wise – sassofono tenore
- Leo Anthony – sassofono baritono
- Fred Savarese – pianoforte
- Al Hendrickson – chitarra
- Billy Cronk – contrabbasso
- Archie Freeman – batteria
- George Williams – arrangiamenti

The Bunny Hop
- Ray Anthony – tromba
- Bruce Bruckert – tromba
- Darryl Campbell – tromba
- Ray Triscari – tromba
- Dale Turner – tromba
- Sy Berger – trombone
- Vince Forrest – trombone
- Dick Reynolds – trombone
- Ken Schrudder – trombone
- Earl Bergman – sassofono alto, clarinetto
- Jim Schneider – sassofono alto, clarinetto
- Tom Loggia – sassofono tenore
- Bob Tricarico – sassofono tenore
- Leo Anthony – sassofono baritono
- Dave Sills – pianoforte
- Danny Perri – chitarra
- Don Simpson – contrabbasso
- Archie Freeman – batteria
- George Williams – arrangiamenti

The Darktown Strutter's Ball
- Ray Anthony – tromba
- Fern Caron – tromba
- Al De Risi – tromba
- Marty White – tromba
- Knobby Liderbauch – tromba, trombone
- Tom Oblak – trombone
- Kenny Schrudder – trombone
- Ken Trimble – trombone
- Earl Bergman – sassofono alto, clarinetto
- George Meisner – sassofono alto, clarinetto
- Lou Sador – sassofono tenore
- Billy Usselton – sassofono tenore
- Leo Anthony – sassofono baritono
- Eddie Ryan – pianoforte
- Danny Gregus – chitarra
- Al Simi – contrabbasso
- Dick Friedauer – batteria
- Dean Kincaide – arrangiamenti

Rockin' in Rhythm
- Ray Anthony – tromba
- Bruce Bruckaert – tromba
- Chris Griffin – tromba
- Dean Hinkle – tromba
- Jack Laubach – tromba
- Marty White – tromba
- Keith Butterfield – trombone
- Tom Oblak – trombone
- Dick Reynolds – trombone
- Ken Trimble – trombone
- Earl Bergman – sassofono alto, clarinetto
- Jim Schneider – sassofono alto, clarinetto
- Bob Hardaway – sassofono tenore
- Billy Usselton – sassofono tenore
- Leo Anthony – sassofono baritono
- Fred Savarese – pianoforte
- Al Hendrickson – chitarra
- Billy Cronk – contrabbasso
- Archie Freeman – batteria
- Sconosciuto – arrangiamenti

Bandstand Matinee
- Ray Anthony – tromba
- Bruce Bruckert – tromba
- Chris Griffin – tromba
- Dean Hinkle – tromba
- Jack Laubach – tromba
- Marty White – tromba
- Keith Butterfield – trombone
- Tom Oblak – trombone
- Dick Reynolds – trombone
- Ken Trimble – trombone
- Earl Bergman – sassofono alto, clarinetto
- Jim Schneider – sassofono alto, clarinetto
- Bob Hardaway – sassofono tenore
- Billy Usselton – sassofono tenore
- Leo Anthony – sassofono baritono
- Fred Savarese – pianoforte
- Al Hendrickson – chitarra
- Billy Cronk – contrabbasso
- Archie Freeman – batteria
- George Williams – arrangiamenti